# Emblema nacional de Bangladesh

O Emblema nacional de Bangladexe foi adotado pouco tempo depois da sua independência em 1971.
Na parte central do escudo aparece representada uma flor de lótus-estrela situada sobre várias ondas que simbolizam a água e rodeada por duas espigas de arroz. Sobre o lótus aparecem quatro estrelas de cinco pontas colocadas ao lado do broto de uma flor.
A flor de lótus, um dos símbolos nacionais do país, é uma planta que cresce em numerosos rios que cortam Bangladexe. O arroz é essencial como cultivo para a agricultura e a alimentação da população do país. As quatro estrelas representam os quatro princípios fundamentais consagrados originalmente pela primeira constituição de Bangladexe em 1972: nacionalismo, secularismo, socialismo, e democracia.